# Heksabromobenzen
Heksabromobenzen je aromatično jedinjenje. On je derivat benzena u kome su svi atomi vodonika zamenjeni atomima broma.